# 旅サンデー
『旅サンデー』（たびサンデー）はテレビ朝日系列にて、2018年4月8日から10月14日まで毎週日曜日10:00 - 11:45（JST）に放送されていた旅番組枠である。

## 概要
本番組は、タレントらが日本の旬の名所や秘境を案内するといった内容である。テレビ朝日編成部長の赤井一彦は「毎週、趣の異なる旅番組を週替りで放送する」と語っている。
4つの企画を週ごとにローテーションで回している。不定期に別企画の挿入もある。
2018年10月14日放送を以て終了、『スペシャルサンデー』が日曜朝の番組として復活した。
2018年11月からは日曜の『スペシャルサンデー』と『サンデープレゼント』にて不定期に放送されている。

## 企画
以下の4つの企画のローテーションで放送。
- なかなか行けないニッポンの秘境!スター野宿旅!!
- 183村秘境旅〜こんな田舎がアルか否か!?〜
- 1駅だけ!道草さんぽ

上記以外の不定期企画
- ハッケン大江戸歴史旅 - 2018年8月5日放送。
- 離島0円調査!平成生まれの全島民を見っけ隊 - 2018年9月9日放送。

過去の企画
- 千鳥の路地裏探訪 - 2018年4月29日 - 10月7日放送。

## ネット局
| 放送対象地域   | 放送局                   | 系列           | 放送日時           | ネット状況 |
| -------------- | ------------------------ | -------------- | ------------------ | ---------- |
| 関東広域圏     | テレビ朝日（EX）         | テレビ朝日系列 | 日曜 10:00 - 11:45 | 制作局     |
| 北海道         | 北海道テレビ（HTB）      | テレビ朝日系列 | 日曜 10:00 - 11:45 | 同時ネット |
| 青森県         | 青森朝日放送（ABA）      | テレビ朝日系列 | 日曜 10:00 - 11:45 | 同時ネット |
| 岩手県         | 岩手朝日テレビ（IAT）    | テレビ朝日系列 | 日曜 10:00 - 11:45 | 同時ネット |
| 宮城県         | 東日本放送（KHB）        | テレビ朝日系列 | 日曜 10:00 - 11:45 | 同時ネット |
| 秋田県         | 秋田朝日放送（AAB）      | テレビ朝日系列 | 日曜 10:00 - 11:45 | 同時ネット |
| 山形県         | 山形テレビ（YTS）        | テレビ朝日系列 | 日曜 10:00 - 11:45 | 同時ネット |
| 福島県         | 福島放送（KFB）          | テレビ朝日系列 | 日曜 10:00 - 11:45 | 同時ネット |
| 長野県         | 長野朝日放送（abn）      | テレビ朝日系列 | 日曜 10:00 - 11:45 | 同時ネット |
| 新潟県         | 新潟テレビ21（UX）       | テレビ朝日系列 | 日曜 10:00 - 11:45 | 同時ネット |
| 静岡県         | 静岡朝日テレビ（SATV）   | テレビ朝日系列 | 日曜 10:00 - 11:45 | 同時ネット |
| 石川県         | 北陸朝日放送（HAB）      | テレビ朝日系列 | 日曜 10:00 - 11:45 | 同時ネット |
| 中京広域圏     | メ〜テレ（NBN）          | テレビ朝日系列 | 日曜 10:00 - 11:45 | 同時ネット |
| 近畿広域圏     | 朝日放送テレビ（ABC）    | テレビ朝日系列 | 日曜 10:00 - 11:45 | 同時ネット |
| 広島県         | 広島ホームテレビ（HOME） | テレビ朝日系列 | 日曜 10:00 - 11:45 | 同時ネット |
| 山口県         | 山口朝日放送（yab）      | テレビ朝日系列 | 日曜 10:00 - 11:45 | 同時ネット |
| 香川県・岡山県 | 瀬戸内海放送（KSB）      | テレビ朝日系列 | 日曜 10:00 - 11:45 | 同時ネット |
| 愛媛県         | 愛媛朝日テレビ（eat）    | テレビ朝日系列 | 日曜 10:00 - 11:45 | 同時ネット |
| 福岡県         | 九州朝日放送（KBC）      | テレビ朝日系列 | 日曜 10:00 - 11:45 | 同時ネット |
| 長崎県         | 長崎文化放送（NCC）      | テレビ朝日系列 | 日曜 10:00 - 11:45 | 同時ネット |
| 熊本県         | 熊本朝日放送（KAB）      | テレビ朝日系列 | 日曜 10:00 - 11:45 | 同時ネット |
| 大分県         | 大分朝日放送（OAB）      | テレビ朝日系列 | 日曜 10:00 - 11:45 | 同時ネット |
| 鹿児島県       | 鹿児島放送（KKB）        | テレビ朝日系列 | 日曜 10:00 - 11:45 | 同時ネット |
| 沖縄県         | 琉球朝日放送（QAB）      | テレビ朝日系列 | 日曜 10:00 - 11:45 | 同時ネット |